# Bunna
Bunna (japanisch 文和) ist eine japanische Ära (Nengō) von November 1352 bis April 1356 nach dem gregorianischen Kalender. Der vorhergehende Äraname ist Kan’ō, die nachfolgende Ära heißt Enbun. Die Ära fällt in die Regierungszeit des Thronprätendenten Go-Kōgon.
Der erste Tag der Bunna-Ära entspricht dem 4. November 1352, der letzte Tag war der 28. April 1356. Die Bunna-Ära dauerte fünf Jahre oder 1272 Tage.

## Ereignisse
- 1354 Kitabatake Chikafusa stirbt